# ماري فوربس إيفانز
ماري فوربس إيفانز (بالإنجليزية: Mary Forbes Evans)‏ هي أمينة مكتبة وكاتِبة بريطانية، ولدت في 5 مايو 1936 في هندون (لندن) في المملكة المتحدة، وتوفيت في 29 يونيو 2010.